# Grube Concordia (Anzhausen)
Die Grube Concordia war ein Silber- und Bleierzbergwerk bei Anzhausen (zu Wilnsdorf) im südöstlichen Siegerland.

## Geschichte
Die erste Verleihung der Bergrechte erfolgte auf Blei-, Silber-, Kupfer- und Zinkerze am 11. August 1808. Insgesamt gab es bei der Gewerkschaftsgründung 21 Gewerken bei 32 Kuxen. Diese Gewerken waren: Amtsaktuar Appun aus Netphen, sowie Münker und Stettner aus Dreisbach. Aus Tiefenbach: Herntel, Zimmermann, Jost Münker, Philipp Münker, Flender, Wagner, Löhr. Aus Siegen: Hartmann, Weber, Fries. Aus Fickenhütten: Braach, Bell. Sohlbach aus Dillnhütten, Rösing aus Anzhausen, Stutte aus Obersetzen, Schür und Schumacher aus Niedersetzen, sowie Klaas aus Feuersbach.
Auguste und Leonhard Hierling (Schränke bei Salchendorf) kamen später mit Friedrich Oehm hinzu.
Eine weitere Verleihung erfolgte am 15. Juni 1846 an Johann Heinrich Dietrichs & Consorten. Schon im September 1846 wurde die Grube von Thomas Collins Banfield in Niederschelden aufgekauft, am 15. August desselben Jahres wurden die Bergrechte erneut verliehen. Der Betrieb blieb wohl nicht lange bestehen, da im Mai 1848 aufgrund finanzieller Probleme (die Löhne konnten nicht bezahlt werden) der Antrag gestellt wurde, das Bergwerk schließen zu dürfen. Bereits 1852 wurde das Grubeninventar versteigert und die Grube von August Schnabel 1853 aus Köln aufgekauft. Die Bergrechte wurden am 6. August 1853 erneut verliehen. Das erste Befahrungsprotokoll der Grube wurde dann am 16. November 1854 erstellt.
Zum Zeitpunkt dieser Veräußerung verfügte der Tagesschacht bereits über eine Stollen-Strecke von ca. 180 m Länge.
Matthäus Grübener, der bis zu diesem Zeitpunkt in der Grube Landeskrone gearbeitet hatte, wurde eingestellt und die Förderung konnte erheblich gesteigert werden.
1863 bestand erneut eine Gewerkschaft mit 128 Kuxen, welche durch Jacob Grübener aus Flammersbach repräsentiert wurde.
1867 verfügten die Gewerken August Schnabel aus Köln über 63 1/5 der Kuxe und Jakob Oechelhäuser aus Marienborn über 36 4/5 Kuxe.
Es wurden 900 neue Kuxen ausgegeben, welche u. a. von der Witwe Ferdinand Achenbach und Hermann Ludwig Achenbach erworben wurden.
Dadurch war die Gewerkschaft in 1.000 Kuxe aufgeteilt. Eine Konsolidierung der Gruben Concordia I-III erfolgte 1873 und die Gewerkschaft nannte sich fortan Vereinigte Concordia.
In der zweiten Hälfte der 1880er Jahre wurde ein neuer Schacht mit Maschinenanlage angelegt.
Bis zum Tod August Schnabels am 7. Juni 1876 fanden weitere Besitzerwechsel statt, so dass 1891 die Grube den Kaufleuten Heinrich Drees, Ludwig Heise und Christian Foerst aus Witten, Gustav Vorsteher aus Wetter/Ruhr und Louis Peters aus Hagen gehörte. Der Bergisch-Märkischen Bergwerksverein aus Letmathe kam am 27. November 1897 in den Besitz aller 1.000 Kuxe.
1901 wurde der Betrieb eingestellt, sporadisch aber erneut aufgenommen. Die Grube war zu diesem Zeitpunkt im Besitz einer Gewerkschaft aus Witten. Mehrfach wurde versucht die Grube an die AG Altenberger Gesellschaft Vieille Montagne für Bergbau und Zinkhüttenbetrieb, Untereschbach zu verkaufen, jedoch ohne Erfolg. Zum 31. Dezember 1909 wurde die Grube komplett stillgelegt.
1914, vor Beginn des Ersten Weltkrieges, wurde der Betrieb wieder aufgenommen und ein Maschinenschacht bis auf 100 m abgeteuft, wobei die Teufe des alten Schachtes aufgrund hohen Wasserzuflusses nicht erreicht werden konnte. Der Betrieb der Grube endete erneut am 1. Juni 1918. Die Maschinen und Aufbereitungsanlagen wurden abgebaut und fanden Verwendung in einer weiteren Grube der Gesellschaft im Schwarzwald. Nach 1930 gehörte die Concordia zum Grubenverbund Victoria-Altenberg in Littfeld. Die Bergwerksrechte der Concordia lagen danach bei der Erzbergbau Siegerland AG.
Zwischen den Häusern in der Concordiastraße 2 und 2A befindet sich ein mit einem Stahldeckel versiegelter Grubeneinstieg, der verschlossen und nicht betretbar ist.
Im Februar 1987 entdeckte ein Junge beim Spielen ein Loch in der Erde. Als der Vater einige Steinplatten abhob, brach die Erde weiter auf. Das war ein Tagesbruch der Grube.

## Rohstoff
Abgebaut wurden Blei-, Silber-, Kupfer- und Zinkerze. Der Bleigehalt in den Erzen betrug zwischen 64 und 78 %. Je 100 kg Bleierz konnten 60–74 g Silber gewonnen werden.

## Fördermengen und Belegschaft
Der Ertrag der Grube war nicht sehr ergiebig. 1897 konnten durch eine neue (nur ein knappes halbes Jahr betriebene) Aufbereitungsanlage 44 t Roherz und 4.534 t Haldenmaterial verarbeitet werden. Im Jahr 1880 konnte ein Umsatz von 1.051 Mark mit der Firma Gustav Brockhaus in Freusburger Mühle verzeichnet werden.
| Jahr | Zink   | Blei   | Blei u. Kupfer |
| ---- | ------ | ------ | -------------- |
| 1855 | 9,8 t  |        | 2,6 t          |
| 1858 | 12,1 t |        | 2 t            |
| 1880 | 102 t  |        |                |
| 1897 | 550 t  | 42,8 t |                |

Die Belegschaft der Grube bestand 1893 neben den Erwachsenen aus 11 Jungen und einem Mädchen im Alter zwischen 14 und 16 Jahren. Gearbeitet wurde von 7 Uhr morgens bis um 18 Uhr, unterbrochen von einer einstündigen Mittagspause und je einer halbstündigen Pause am Morgen und am Nachmittag. 1894 beschäftigte die Grube 31 Arbeiter, die bis auf vier Personen allesamt aus Anzhausen stammten. 1895 betrug die Belegschaft 80 Personen, 1897 beim Verkauf der Grube an den Bergisch-Märkischen Bergwerksverein 74 Personen.